# Harald Bersaas
Harald Edvard Bersaas (14 aprile 1939) è un allenatore di calcio norvegese.

## Carriera

### Giocatore

#### Nazionale
Bersaas giocò 3 partite per la Norvegia under 21.

### Allenatore
Dal 1981 al 1982, fu allenatore del Sogndal.